# Charles Arendt

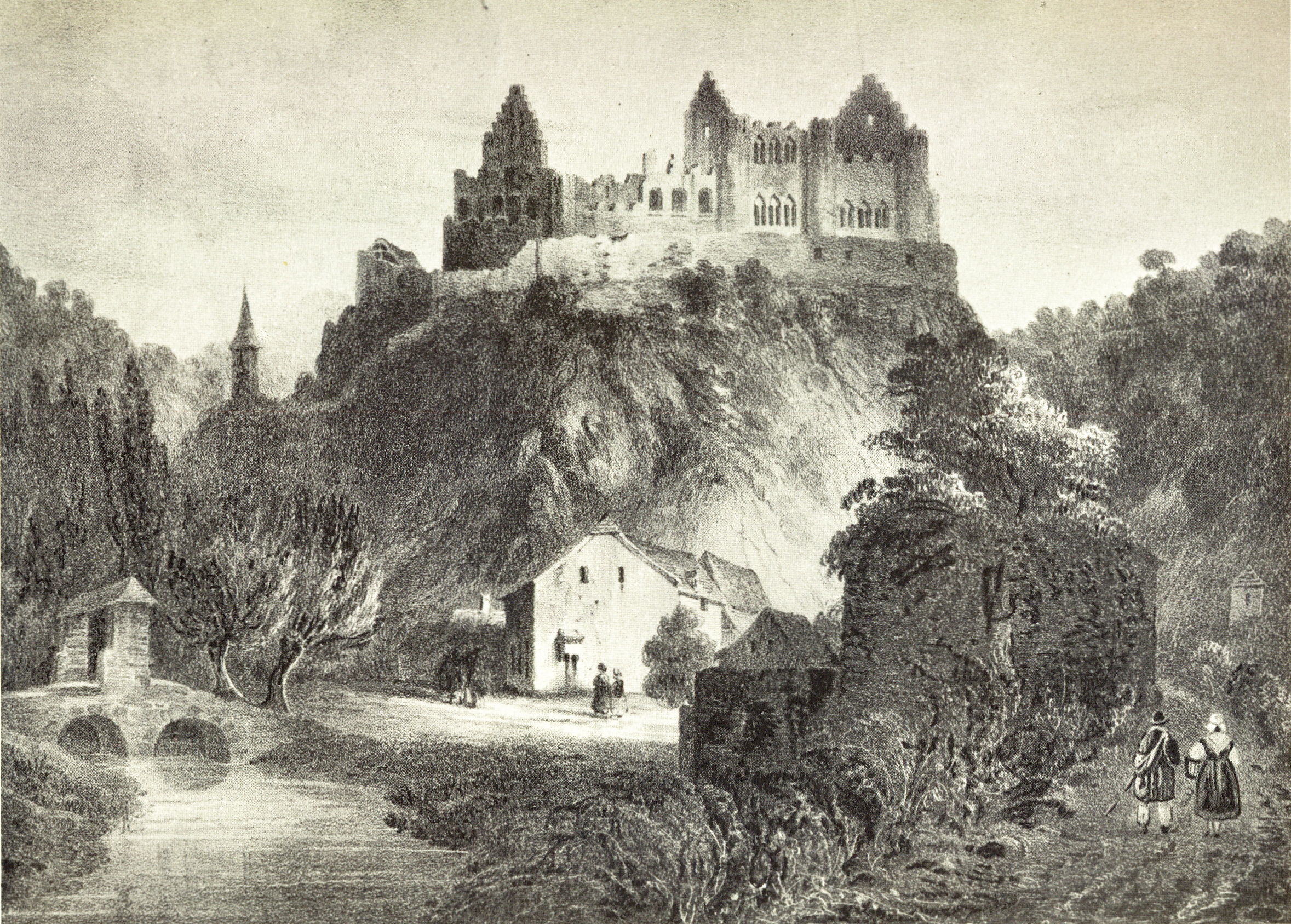
Castell de Vianden.
Dibuix de Frantz Clément

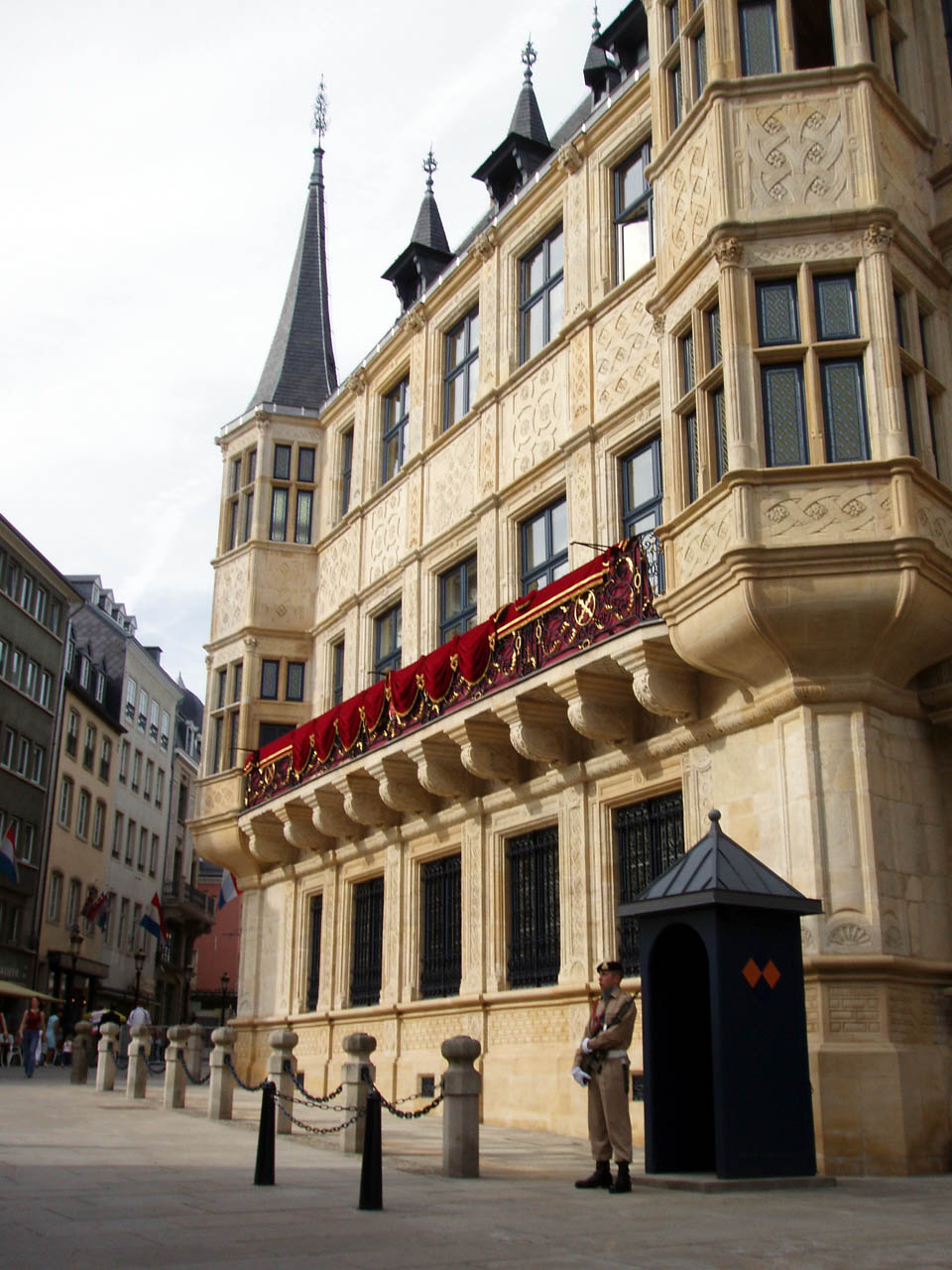
El Palau Gran Ducal de la ciutat

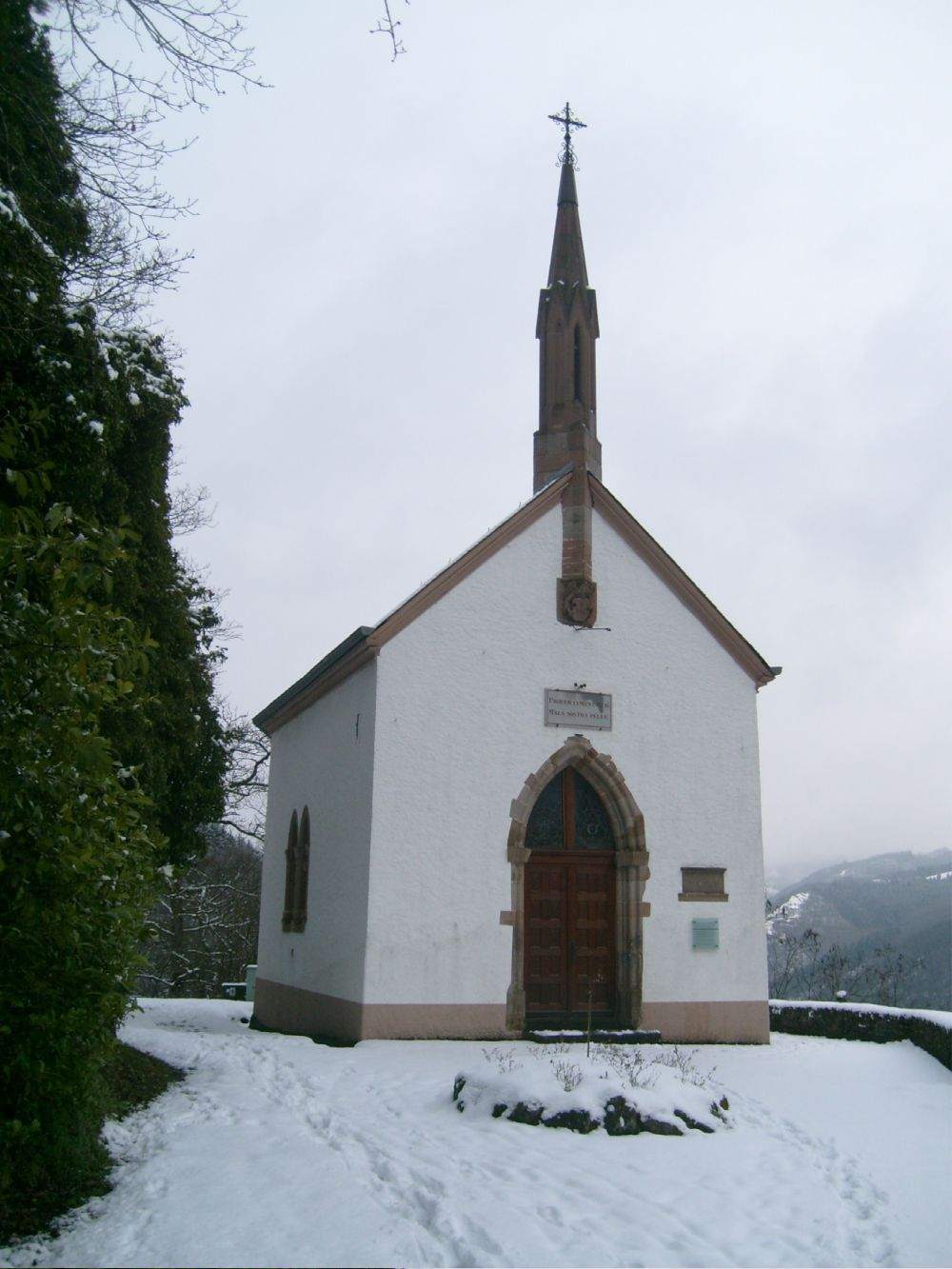
La capella neogòtica de Vianden

Charles Arendt (Vianden, 15 de març de 1825― ?, 21 de novembre de 1910) va ser un arquitecte luxemburguès i autor de més de 130 publicacions, majoritàriament sobre temes d'arquitectura i història. El nom ve del francès com a Jean-Venceslas-Charles Arendt o en alemany Karl Arendt.
Arendt va estudiar a Múnic entre 1846 i 1849, llavors va treballar com a arquitecte fins a la seva jubilació en 1898.
Arendt li interessava el neogòtic de les esglésies i les capelles, de les quals va influir en els seus treballs. Durant la seva època d'arquitecte va supervisar 78 construccions d'esglésies en la Diòcesi Luxemburguesa, amb 130 edificis seculars.

## Publicacions (selecció)
- Arendt, C., 1884. Monographie du château de Vianden. Impr. de la Cour, Luxembourg.
- Arendt, K., 1901. Monographie der Burg Falkenstein. Ons Hémecht Jg. 7. Luxemburg : P. Worré-Mertens. [27 S.]
- Arendt, K., 1903. Das Luxemburger Land in seinen kunstgeschichtlichen Denkmälern : summarisch in Wort und Bild geschildert. 60 S., P. Worré-Mertens, Luxembourg.
- Arendt, Jean-Venceslas-Charles, 1904-1910. Porträt-Galerie hervorragender Persönlichkeiten aus der Geschichte des Luxemburger Landes von ihren Anfängen bis zur Neuzeit : mit biographischen Notizen. Luxemburg : M. Huss.
- Arendt, K., 1905. Diekirch und seine alte Pfarrkirche. Hémecht 11.
- Arendt, K., 1906. St. Quirin und die hl. drei Jungfrauen : eine kunstarchäologische Skizze. 16 S., St. Paulus-Ges., Luxemburg.
- Arendt, K., 1908. Das römische Mosaik von Nennig. Bull. Soc. Nat. luxemb. 18 : 371-378].
- Arendt, K., 1910. Kleine Welten. Bull. Soc. Nat. luxemb. 20 : 166-177.

## Condecoracions
- Oficial de l'Orde de la Corona de Roure (Promoció de 1882)[2]